# Farmington (hrabstwo Polk)
Farmington – miasto w Stanach Zjednoczonych, w stanie Wisconsin, w hrabstwie Polk.